# KOKORO&KARADA/LOVEペディア/人間関係No way way
「KOKORO&KARADA/LOVEペディア/人間関係No way way」（ココロアンドカラダ/ラヴペディア/にんげんかんけいノー・ウェイ・ウェイ）は、2020年1月22日にアップフロントワークス（zetimaレーベル）から発売されたモーニング娘。の68枚目のシングル。「モーニング娘。'20」（モーニングむすめ。トゥーゼロ）名義でのリリース。

## 構成
- 15期メンバーである北川莉央、岡村ほまれ、山﨑愛生初参加シングル。
- モーニング娘。のトリプルA面シングルは、2017年10月4日リリースの64枚目のシングル『邪魔しないで Here We Go!/弩級のゴーサイン/若いんだし!』以来4作ぶりとなる。
- 児玉雨子提供楽曲が収録されるのも、64枚目のシングル『弩級のゴーサイン』以来4作ぶりとなる[注釈 1]。
- 『LOVEペディア』と『人間関係No Way Way』はどちらも児玉雨子作詞、オオヤギヒロオ作曲であり、メロディーは同じだが、歌詞が全く違う内容で、アレンジやダンス、さらには歌のパート割りも全く異なっている楽曲である[8]。

KOKORO&KARADA
- センター及びメインボーカルは譜久村聖、佐藤優樹 、小田さくら。
- つんく♂による作詞・作曲。
- 曲のテーマは「心技一体」。生演奏のストリングス及び、バックトラックはピアノを中心に、サビではドラムのリズムを無くすという試みを施した曲となっている。

LOVEペディア
- センターは15期メンバーである北川莉央、岡村ほまれ、山﨑愛生[9]。メインボーカルは野中美希、牧野真莉愛、加賀楓、横山玲奈。
- 平田祥一郎編曲。

人間関係No way way
- 曲の前半のセンターを牧野真莉愛、後半を加賀楓が務める[10]。メインボーカルは野中美希、牧野真莉愛、羽賀朱音、加賀楓、横山玲奈。
- 鈴木俊介編曲。
- 生演奏のブラスが導入されている。
- uhb 北海道文化放送「映女と音女とユリコ」2020年1月度オープニングテーマ[11]。

## リリース
初回生産限定盤A・B・C・SP、通常盤A・B・Cの7形態で発売され、このうち全ての初回生産限定盤にはDVDが付属する。初回生産限定盤SPにはイベント抽選シリアルナンバーカードが封入される。初回仕様の全ての通常盤にはトレーディングカード（通常盤A：「KOKORO&KARADA」衣裳のソロ14種+集合1種よりランダムにて1枚、通常盤B：「LOVEペディア」衣裳のソロ14種+集合1種よりランダムにて1枚、通常盤C：「人間関係No way way」衣裳のソロ14種+集合1種よりランダムにて1枚）が封入されている。

## チャート成績
オリコン週間ランキングで初登場2位を記録。また、2020年度シングル年間ランキングでは35位となり、2015年12月29日に発売された『冷たい風と片思い/ENDLESS SKY/One and Only』以来約4年ぶりに、年間40位以内にランクインした。

## 収録曲

### CD（全盤共通）
| #  | タイトル                             | 作詞     | 作曲           | 編曲       | 時間 |
| -- | ------------------------------------ | -------- | -------------- | ---------- | ---- |
| 1. | 「KOKORO&KARADA」                    | つんく   | つんく         | 大久保薫   | 4:30 |
| 2. | 「LOVEペディア」                     | 児玉雨子 | オオヤギヒロオ | 平田祥一郎 | 4:41 |
| 3. | 「人間関係No way way」               | 児玉雨子 | オオヤギヒロオ | 鈴木俊介   | 4:46 |
| 4. | 「KOKORO&KARADA」(Instrumental)      |          |                |            | 4:30 |
| 5. | 「LOVEペディア」(Instrumental)       |          |                |            | 4:42 |
| 6. | 「人間関係No way way」(Instrumental) |          |                |            | 4:48 |

| #  | タイトル                       | 作詞 | 作曲・編曲 | 時間 |
| -- | ------------------------------ | ---- | ---------- | ---- |
| 1. | 「KOKORO&KARADA」(Music Video) |      |            | 6:23 |

| #  | タイトル                      | 作詞 | 作曲・編曲 | 時間 |
| -- | ----------------------------- | ---- | ---------- | ---- |
| 1. | 「LOVEペディア」(Music Video) |      |            | 5:15 |

| #  | タイトル                            | 作詞 | 作曲・編曲 | 時間 |
| -- | ----------------------------------- | ---- | ---------- | ---- |
| 1. | 「人間関係No way way」(Music Video) |      |            | 5:27 |

| #  | タイトル                                | 作詞 | 作曲・編曲 | 時間 |
| -- | --------------------------------------- | ---- | ---------- | ---- |
| 1. | 「KOKORO&KARADA」(Dance Shot Ver.)      |      |            | 4:43 |
| 2. | 「LOVEペディア」(Dance Shot Ver.)       |      |            | 4:51 |
| 3. | 「人間関係No way way」(Dance Shot Ver.) |      |            | 4:54 |

## リリース日一覧
| 地域 | リリース日    | レーベル              | 規格                                              | カタログ番号                     |
| ---- | ------------- | --------------------- | ------------------------------------------------- | -------------------------------- |
| 日本 | 2020年1月22日 | zetima/UP-FRONT WORKS | CDマキシシングル+DVD                              | EPCE-7565〜6（初回生産限定盤A）  |
| 日本 | 2020年1月22日 | zetima/UP-FRONT WORKS | CDマキシシングル+DVD                              | EPCE-7567〜8（初回生産限定盤B）  |
| 日本 | 2020年1月22日 | zetima/UP-FRONT WORKS | CDマキシシングル+DVD                              | EPCE-7569〜70（初回生産限定盤C） |
| 日本 | 2020年1月22日 | zetima/UP-FRONT WORKS | CDマキシシングル+DVD                              | EPCE-7571〜2（初回生産限定盤SP） |
| 日本 | 2020年1月22日 | zetima/UP-FRONT WORKS | CDマキシシングル                                  | EPCE-7573（通常盤A）             |
| 日本 | 2020年1月22日 | zetima/UP-FRONT WORKS | CDマキシシングル                                  | EPCE-7564（通常盤B）             |
| 日本 | 2020年1月22日 | zetima/UP-FRONT WORKS | CDマキシシングル                                  | EPCE-7565（通常盤C）             |
| 日本 | 2020年1月22日 | zetima/UP-FRONT WORKS | ダウンロードシングル （LC-AAC）                   |                                  |
| 日本 | 2020年1月22日 | zetima/UP-FRONT WORKS | ハイレゾダウンロードシングル （FLAC 96kHz/24bit） |                                  |

## 参加メンバー
- 9期：譜久村聖、生田衣梨奈
- 10期：石田亜佑美、佐藤優樹
- 11期：小田さくら
- 12期：野中美希、牧野真莉愛、羽賀朱音
- 13期：加賀楓、横山玲奈
- 14期：森戸知沙希
- 15期：北川莉央、岡村ほまれ、山﨑愛生

## 参加ミュージシャン
KOKORO&KARADA
- Sound Produce：つんく♂
- Keyboard & Programming：大久保薫
- Chorus：佐藤優樹、小田さくら

LOVEペディア
- Keyboard & Programming：平田祥一郎
- Chorus：佐藤優樹、小田さくら、野中美希

人間関係No way way
- Guitar & Programming：鈴木俊介
- Chorus：佐藤優樹、小田さくら、野中美希
- Tp：吉澤達彦
- Tb：高井天音
- S.Sax, A.Sax：竹上良成